# メアリー・セレスト
メアリー・セレスト（英: Mary Celeste）は、1872年にポルトガル沖で、無人のまま漂流していたのを発見された船である。

## 事件の経緯

### 事件前

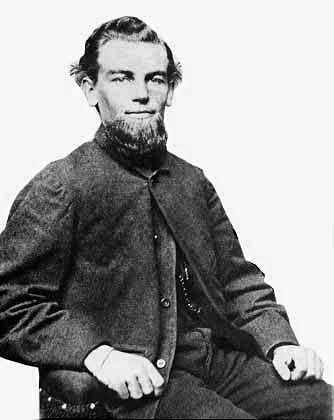
メアリー・セレストの船長であったベンジャミン・ブリッグズ

メアリー・セレストは、全長103 ft (31 m)、282 tのブリガンティン（2本マストの帆船）である。1861年にノバスコシアのスペンサー島で建造され、当初は「アマゾン」を名乗っていた。その当時からいわく付きの船舶だったようで、建造中に幾度もの事故が発生したとも伝えられているが、真相は明らかではない。アマゾンは数回にわたって所有者が変わり、1869年に「メアリー・セレスト」と改称された。
1872年11月7日、船長共同船主の一人でもあるベンジャミン・ブリッグズの指揮下、メアリー・セレストはニューヨークのメッシナ・アッカーマン&コインから出荷された工業用アルコール（メタノール薬と推定）を積み、ニューヨークからイタリア王国のジェノヴァへ向けて出航した。船には船員7人のほか、ブリッグズとその妻サラ・E・ブリッグズ、娘ソフィア・マチルダの計10人が乗っていた。

### 事件当日
1872年12月4日（19世紀は標準時の制定前であるため、12月5日ともされる）、カナダ船籍のデイ・グラツィア号が、アゾレス諸島付近の海域でメアリー・セレストを発見した。
デイ・グラツィア号はメアリー・セレスト号の7日後にニューヨークを出港した船で、船長のデヴィッド・リード・モアハウスはブリッグズと親友であり、出港前にも会食していた。このことは船長2人の共謀による詐欺の疑惑を招いたが、ブリッグスの高潔な人柄とともに、彼の船主権を普通に売却した方が利益が大きいということも判明して、詐欺説は深く検討されなかった。
デイ・グラツィア号の乗組員は2時間ほどメアリー・セレストを観察し、「遭難信号を掲げていないがおそらく漂流中なのだろう」と判断。実際に乗り込んで確かめるべく、一等航海士のオリヴァー・デヴォーが小さなボート数隻を率いてメアリー・セレスト号に向かった。彼は「船全体がびしょ濡れだ」と報告した。ポンプは1基を除いて操作不能であり、デッキは水浸しで船倉は3.5 ft (1.1 m)にわたって浸水していたという。
船体に目立った損傷はなく航行可能な状態であったが、前ハッチも食料貯蔵室も開いており、掛時計は機能しておらず、方位磁針（羅針盤）は破壊されていた。六分儀とクロノメーターは失われており、同船が故意に遺棄されたことを示唆していた。また、同船唯一の救命ボートは故意に降ろされ、無理矢理引き離されたようであった。3つの手すりに謎めいた血痕があり、1つの手すりには説明のできない引っかき傷があった。また、刀剣（血にまみれているように見えたが、実際はただの赤錆だった）が船長の寝台の下に隠されていた。
積荷の1,700樽のアルコールは、後にジェノヴァで降ろされた際に9樽が空であった以外は無事で、6か月分の食料と水も残されていた。しかし、船内の書類は、船長の航海日誌を除いて全く見つからなかった。日誌の最後は11月24日付で「アゾレス諸島の西方100マイルの海上にいる」と書かれており、11月25日にはアゾレスのサンタマリア島に到着できる位置にあった。船内には人が全くおらず、乗員10名は発見できなかった。
デイ・グラツィアの乗組員はメアリー・セレスト号をジブラルタルまで曳航し、判事は審理の中で彼らの勇気と技術を賞賛した。しかし英領ジブラルタル司法長官で、海事案件の女王代訴人も兼ねていたフレデリック・ソリー・フラッドは何らかの謀計を疑っていた。そのため、海難救助の申請をデイ・グラツィアの乗組員に対する事実上の裁判として扱った。結局、裁判所は乗組員に船体と積荷の価格の15%に相当する賞金を与えはしたが、相場の額よりはかなり低かった。これは疑いがあるものの証明できない不正行為に対する罰として相殺されたためであった。

### その後
1873年初めに、スペイン沿岸に2隻の救命ボートが漂着したと報じられた。1隻には1人の遺体とアメリカ合衆国の国旗が、もう1隻には5人の遺体があった。これがメアリー・セレストの乗組員の残留物であるか否かについては全く調査されなかったと言われているが、未確認情報である。
修復されたメアリー・セレストはその後、複数の所有者の元を転々とし、主に西インド諸島とインド洋の航路を往来した。最後の船長であるギルマン・C・パーカーは1885年、保険金詐取のためにブーツやネコの餌などほとんど価値のない貨物を積んだ上で積荷目録には30,000ドル（現在の価値に換算すると約840,000ドル）と虚偽の記載をし、船をハイチのポルトープランスに向かうと見せかけ、途中でゴナーブ島付近のロシュロワ・リーフで座礁させたものの、最終的に詐欺が露見しパーカーらは逮捕された。メアリー・セレストはそのまま放棄され廃船となった。
メアリー・セレストの残骸は、2001年8月9日に海洋冒険作家のクライブ・カッスラー（ナショナル・アンダーウォーター・アンド・マリーン・エージェンシー代表）とカナダの映画プロデューサーのジョン・デービス（カナダECO-NOVA Productions社長）が率いる調査隊によって発見された。

## 年表
| 年   | 月 | 日 | 出来事                                                               |
| ---- | -- | -- | -------------------------------------------------------------------- |
| 1861 |    |    | 「アマゾン」建造                                                     |
| 1869 |    |    | 「アマゾン」を「メアリー・セレスト」へ改称                           |
| 1872 | 11 | 07 | イタリアのジェノヴァへ向けて、アメリカのニューヨークを出港           |
| 1872 | 12 | 04 | 「メアリー・セレスト」が遺棄されているところが発見される             |
| 1885 | 01 | 03 | 船長バーカーの下で暗礁に難破                                         |
| 2001 |    |    | アメリカの作家クライブ・カッスラーの調査チームにより残骸が確認される |

## 乗客名簿
航海日誌に記載されている乗組員と乗客は次の通りである:

### 乗組員
| 名前                          | 地位                 | 国籍       | 年齢 |
| ----------------------------- | -------------------- | ---------- | ---- |
| ベンジャミン・ブリッグズ      | 船長                 | アメリカ   | 37   |
| アルバート・C・リチャードソン | 一等航海士           | アメリカ   | 28   |
| アンドリュー・ギリング        | 二等航海士           | デンマーク | 25   |
| エドワード・W・ヘッド         | 客室乗務員 兼 料理人 | アメリカ   | 23   |
| フォルケルト・ロレンソン      | 船員                 | オランダ   | 29   |
| アリアン・マルテンス          | 船員                 | オランダ   | 35   |
| ボイ・ロレンソン              | 船員                 | オランダ   | 23   |
| ゴトリーブ・ゴンデシャル      | 船員                 | ドイツ     | 23   |

### 乗客
| 名前                           | 地位     | 年齢 |
| ------------------------------ | -------- | ---- |
| サラ・エリザベス・ブリッグズ   | 船長の妻 | 30   |
| ソフィア・マチルダ・ブリッグズ | 船長の娘 | 2    |

## 本事件に関する諸説
メアリー・セレストの乗組員と同乗していたブリッグズら家族の消息を巡るこの事件最大の謎は、総帆状態で航行可能な船を遺棄した乗員がパニックに陥った原因である。
１，ブリッグズ家族の逃亡（乗員の叛乱）
ただしニューイングランドのピューリタンであるブリッグズは公明正大な人間として知られている。アメリカ南北戦争の従軍後に船乗りとなった一等航海士アルバート・リチャードソンを含む船員の評判も素晴らしく良い。
２，海賊の襲撃
頑丈な船と船荷を残す理由が考えにくく、拉致した船員らの身代金を取ろうとした事実もない。
３，海震や漏斗雲をもつ暴風雨（水上竜巻）などの自然現象
上方に吸い上げられる海水でパニックに陥った乗員がボートを降ろし、本船を遺棄した説。
仮に海水を吸い上げるような強大な水上竜巻であれば船体を破壊し、当時の地震の記録が無いために合理的根拠を欠く。
４，アルコール樽を原因とするもの
歴史家コンラッド・バイヤー（Conrad Byer）の最も有力で信憑性のあるこの説によれば、船倉から漏れたアルコールのもやが激しく吹き出したため、全員救命ボートに移るよう指示。アルコール樽の海運経験がないブリッグズ一行は急ぐあまり、丈夫な引き縄で本船と救命ボートを結びつけることができずに漂流した、とされる。
この発火説は2005年にロンドン大学ユニバーシティカレッジでドイツの歴史家アイゲル・ヴィーゼ（Eigel Wiese）らが棺ほどの大きさの縮小模型を製作して検証された。燃料としてブタンを、樽として紙製の立方体を使用し、船倉を封印してアルコール蒸気に発火。爆発は船倉の扉を吹き開くが、紙製の立方体は損傷せず、焼け焦げの痕すら残っていなかった。この説ならば、燃焼温度が比較的低いために船荷は焼け跡を残さず、手すりの割れ目は発火に必要な極微な火花を生じさせた跡と説明がつく。またボート後方で垂れ下がるほつれたロープは、総帆状態の本船と救命ボートを繋いでいたものが直後に記録されている暴風雨によって切断されたものと推測できる。
その他、科学では説明のつかない未確認飛行物体による拉致誘拐や、バミューダトライアングルなどの超常現説、大ダコが海中に引きずりこんだ説等々あるが、いずれも都市伝説の枠を出るものではない。

## フォスダイク文書
セレスト号の発見から40年余経った1913年、メアリー・セレスト号の海難事故の真相を語るとする、いわゆるフォスダイク文書が発表された。
アベル・フォスダイク（Fosdyk）は使用人で、死ぬ間際にセレスト号の謎を明かす手記だと言い残して文書を雇用主に託していた。雇用主はA・ハワード・リンフォードといい、オックスフォード大学モードリン・カレッジに在籍する、ピーターバラロッジ予備校（現今のダウンセンドスクール）校長だった。同氏はシャーロック・ホームズの連載で有名な『ストランド・マガジン』誌に事情を説明する書簡を送り、これが読書欄に掲載され、ついで同誌が入手した文書の一部抜粋を刊行した。
手記によれば、フォスダイクは何らかの理由でアメリカを去らねばならず、友人であるブリッグズ船長（＊グリッグスと誤記）に頼みこみ、密航者としてセレスト号に同乗した。船長は7，8歳の娘が舳先に突き出る棒（バウスプリット）によじ登って遊ぶのを危ぶみ、大工に命じてテーブルをリフォームさせた特別なハイデッキをそこに設置させた。だから、不審の証拠ではないかとフラッド司法長官が疑った舳先の両側の深い傷も、じつはそのときの工事跡にすぎないと説明している。
手記によれば、船長の挙動が多少常軌を逸するものになっていたという。船員が落ちても追って飛び込まなかった一等航海士を
卑怯者となじり、その者が、服装が多くて溺れそうだったかと弁解すると激怒した。そしてそれを嘘だと証明するため、わざわざ着替えたうえで二人の船員と海に飛び込んで、泳いで見せるようとした。それを残りの人たちがこぞってハイデッキにあがって見物しようとしたため、折れてみな落ちてしまった。そして海にこぼれた全員がサメに襲われ最期を遂げた。フォスダイクだけはハイデッキの破片の上だったので、そのままアフリカの海岸まで漂着し、フランス経由で英国に渡ったのだという。
説明自体は筋が通っているが、事実誤認が多すぎて捏造とされる。船長名の誤記のみならず、他の船員名も事実とまるで違い、船室係（steward）の者は自分がその役を担ったとすり替え、黒人の別称でのみ呼ばれていた一人など、搭乗者も（7名から）13名に増やしている。

## 後世における脚色・都市伝説
後世では「船荷として水や食料が残っていた」というデイグラシア乗員の証言に便乗して、「人だけが忽然と消滅した」かのような超常現象を思わせるような俗伝が流布している。
「発見時、船内には直前まで人が生活していたような形跡があった」というものであり、具体的には、食卓に手付かず（食べかけ）の食事、まだ温かいコーヒー（紅茶）、火にかけたままの鍋、髭を剃った洗面所などという急迫した事態を思わせるもの。加えて、航海日誌の記載や救命ボートが船に残っていたといったなどとされるが、後の調査と法廷証言で確認されている通り、初歩的な事実誤認が目立つこれらすべては後世の脚色にすぎない。

## 乗組員が船を放棄した実例
メアリー・セレストの謎は乗員全てが船から消え失せていた点に尽きるが、船長以下すべての船員が自船を放棄して脱出するケースは極めて稀ではあるものの史上に幾つか実例がある。
- この節の参考文献
  - 『気象と海象』（天然社、1963年）
  - 『SOSタイタニック号』（旺文社文庫、1985年）
  - 『歴史読本ワールド 世界史謎の十大事件』（新人物往来社、1992年）

### メデューズ号の場合

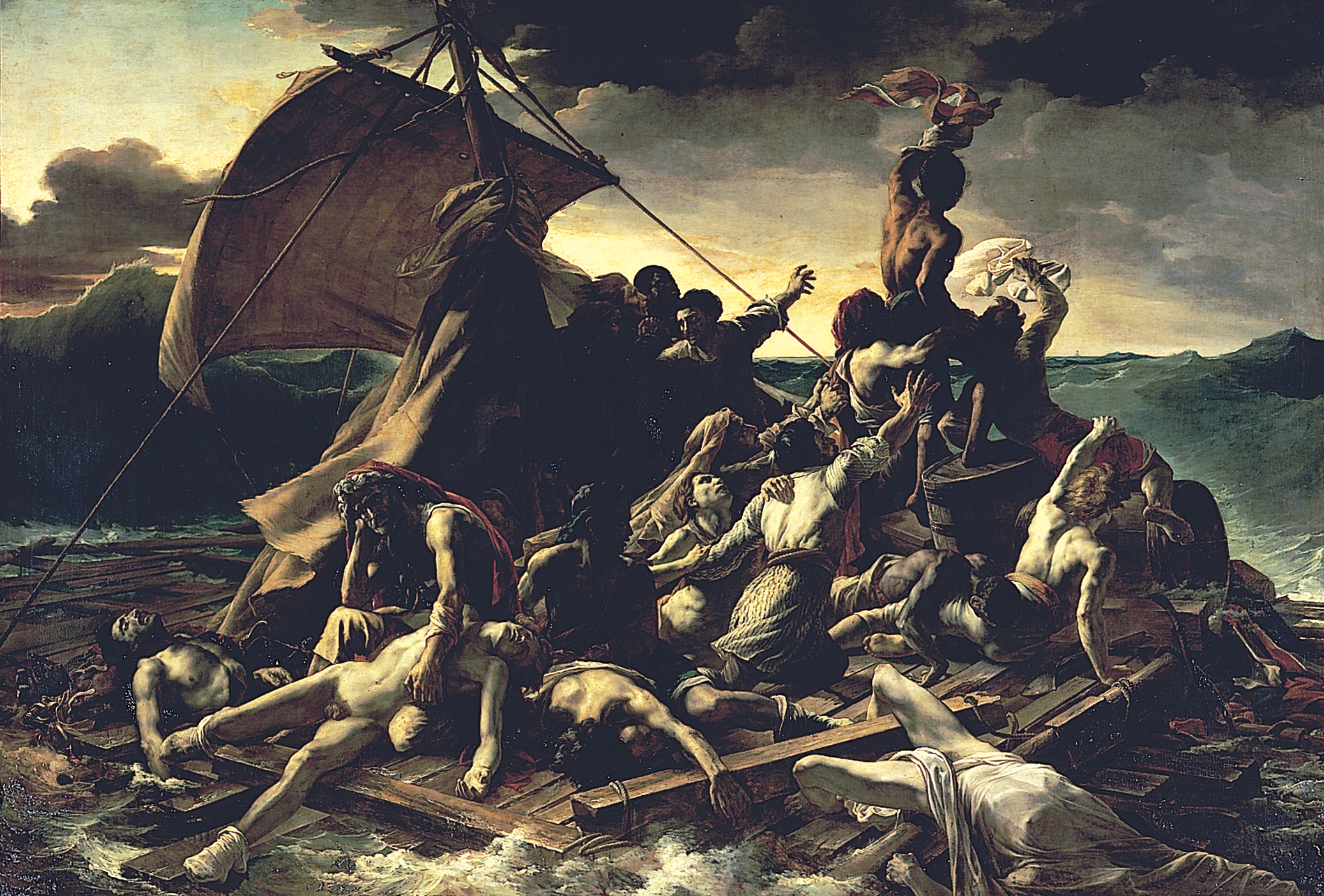
『メデューズ号の筏』（テオドール・ジェリコー画）

『メデューズ号の筏』は、フランスの画家テオドール・ジェリコーが描いた名画として知られるが、これは事実に基づいた作品である。
1816年、フランス政府はイギリスから返還されたアフリカ西部のセネガルにメデューズを旗艦とする小艦隊を派遣したが、指揮官の無能などによって艦隊は離散し、メデューズは軍人・民間人およそ400人を乗せたままアフリカの西海岸に座礁した。損害は軽微であったが指揮系統は破綻しており、艦の放棄が決定されて何艘かの救命ボートが降ろされ、それに乗り切れなかった将兵や民間人150人ほどが、急造された筏に乗った。だが、救命ボートは筏を見捨てて逃亡し、筏に残された人々は殺し合いや衰弱で次々に死亡。逃げたボートの報告により救助船が筏を発見したのは漂流12日後で、助かったのは15人だけであった。
メデューズ派遣は国家事業であり、乗員も多く生存者もあった上、救助活動が積極的になされ、事件は明るみに出たが、もしも少人数が乗船するだけの民間船が同じような事故を起こしたならば、乗組員は全滅して行方も知られず、船だけが無人のまま発見される可能性もあった。

### 日本における例
下記の例ではいずれも無線によって自船の状況や救援依頼を他船や関係機関等に逐次連絡したので大事には至らず、船が無人のまま漂流した事も公になったが、もし無線が無い船が同様の操船不能に陥り救援を得られないまま乗員が救命ボートで脱出して行方不明になるような事態に至れば、メアリー・セレストと似た結果となる可能性もある。ちなみに、グリエルモ・マルコーニが無線通信を発明したのはメアリー・セレスト事件の22年後である。

#### 津軽海峡貨物船漂流事故
1950年12月30日、4隻の2000トン級の貨物船が北海道での石炭積み込みのため津軽海峡東方を北上していた。1隻は船齢35年の老朽船、残る3隻も低性能の戦時標準船で、いずれも空船またはそれに近い状況であった。それまでは順調な航海であったが、当日夜から日本付近では冬型気圧配置が強まって平均20メートル前後の強風が吹き始めたため、4隻の船は操船の自由を失って東方洋上に漂流し始めた。このように空船で極端に喫水が浅く、しかも低速の船が強風にさらされた場合、どのように操船しても船首を風上に向ける事はできず、吹き流される。
年が明けて1951年1月、4隻のうち2隻は上旬から中旬にかけて自力で辛うじて港に入ったが、あとの2隻は操船叶わず、船長と船員らの意思疎通がうまく行かなかったなどの理由もあって船体の放棄を決め、1月5日から10日にかけて救援に来た船に船長以下乗組員全員が無事に乗り移った。無人船となった2隻のうち、1隻は5日後に巡視船によって発見されたが、残る1隻は実に1ヵ月半近くたってから、日付変更線付近の中部太平洋上を漂流しているのがアメリカ船により発見された。

#### フェリーはやて遭難事故
2003年9月19日、台風14号による被害の修繕のため糸満市のドックに向けて運航中の「フェリーはやて」が
台風15号の高波を受け渡嘉敷島の南西約415kmの海上で浸水、最終的に船員が全員救助されるものの船体は放棄された。
その後船は2週間にわたり約400kmを漂流後、10月3日になって石垣島の南方約130kmの海上で海上保安庁によって発見されている。

## 関連作品
遺棄船は必ずしも不明ではなかった（例えばen:San Demetrio号）が、Solly Floodやアーサー・コナン・ドイルによる扇情的な表現は、マリー・セレスト神話を創造した。
- 1884年、ドイルは、 The Captain of the Polestar[12]（「ポールスター号の船長」「北極星号の船長」）の一編である、『J・ハバクック・ジェフソンの証言』 (J. Habakuk Jephson's Statement[13]) という題名の物語を『コーンヒル・マガジン』 (Cornhill Magazine) 1月号に匿名で投稿掲載した。ドイルの物語は元の事件を大幅に引用したもののかなりの量の創作を含み、船を「マリー・セレスト (Marie Celeste) 」と呼んだ。この物語の虚構内容の大部分と不正確な名前は世間に広まり、事件の詳細な内容とされ、幾つかの新聞によって事実として発表されさえした。船が発見されたとき茶がまだ温かく、朝食が調理中であったと言われたが、これらはドイルの物語にある詳細な虚構である[14]。さらに、1924年に発表した短編「サセックスの吸血鬼」（後に『シャーロック・ホームズの事件簿』所収）においていわゆる「語られざる事件」の一つとしてマチルダ・ブリッグス号（船長の娘の名前にちなんで名付けたと思われる）の事件に触れ、わざわざホームズに「若い女性の名前じゃない」と言い添えさせている。

- 1935年、ベラ・ルゴシが出演するイギリス映画「メアリー・セレストのミステリー」 (The Mystery of The Mary Celeste) が作られた。
- 1954年、イギリスのラジオ番組グーン・ショウでは、「マリー・セレスト事件―解決編！」と題して同番組らしい説明を放送した。
- ドクター・フーのエピソード The Chase （1965年）の中では、ダレックが時間旅行で現れたためクルーが船外に逃げ去ったとした。
- SF作家フィリップ・ホセ・ファーマーの小説 The Other Log Of Phileas Fogg では、ジュール・ヴェルヌの小説に登場する有名なキャラクター八十日間世界一周の主人公フィリアス・フォッグ (en:Phileas Fogg) と海底二万里のキャプテン・ネモがメアリー・セレストで出くわすシーンがある。
- 半村良のSF短編『誕生 ― マリー・セレスト号への挑戦』(1979年)では、羽田空港に着陸した国際便の機内は完全に無人だったという事件が発生し、乗客の中に、マリー・セレスト号関係者の子孫が3人も乗り合わせていたことが判明する。結末は涅槃に達するような壮絶なハッピーエンドとなる。

この他映画・小説など多くのフィクション上のモチーフとして登場する。